# Nicole Chapple
Nicole „Nikki“ Chapple (* 9. Februar 1981) ist eine australische Langstreckenläuferin.

## Karriere
Zu Beginn ihrer Karriere nahm Chapple an den Leichtathletik-Juniorenweltmeisterschaften 1998 in Annecy teil, bei der sie über 3000 m (9:40,62 min) und 5000 m (16:57,02 min) Bestzeiten erzielte. Danach zog sie sich bis 2001 von der Leichtathletik zurück.  
Bei ihrem Wiedereinstieg wurde sie von Pam Turney trainiert und erhielt schließlich ein Stipendium an der University of Iowa, wo sie von 2003 bis 2006 Kunst studierte und für das Crosslauf-Team startete. 2004 verbesserte sie sich, jeweils in der Halle, über 3000 m auf 9:34,17 und über 5000 m auf 16:27,04; danach machten ihr Verletzungen zu schaffen. 
2008 versuchte sie, in ihr Heimatland zurückgekehrt, ein Comeback als Straßenläuferin und erzielte auf Anhieb eine Halbmarathonzeit von 1:14:38 h. Ihren Durchbruch hatte sie im Jahr darauf, als sie zunächst die 10-km-Meisterschaft von Victoria in einer Zeit von 32:38 min gewann, dann Vierte beim Great North Run in 1:10:03 wurde und schließlich den Great Australian Run über 15 km in 50:18 min gewann.
2010 gewann sie den Kagawa-Marugame-Halbmarathon und steigerte sich auf 1:08:37. Beim Marathon der Leichtathletik-Weltmeisterschaften 2013 in Moskau belegte sie mit 3:05:49 h den 45. Platz. Am 12. Oktober 2014 gewann sie den Melbourne-Marathon in 2:31:05 h.
Chapple lebt in Melbourne, startet für den Box Hill Athletic Club und wird derzeit von Chris O’Connor trainiert. Sie ist mit Nathan Cole verheiratet.

## Persönliche Bestzeiten
- 10.000 m: 32:29,92 min, 10. Dezember 2009, Melbourne
- 10-km-Straßenlauf: 32:38 min, 30. Mai 2009, Melbourne
- Halbmarathon: 1:08:37 h, 7. Februar 2010, Marugame